# Baker Hughes
Baker Hughes, «Бейкер Хьюз» — американская транснациональная нефтесервисная компания. В перечень услуг компании входят бурение, оценка запасов, обустройство месторождений и т. д. Штаб-квартира находится в городе Хьюстон, Техас. В компании работает 54 000 сотрудников более чем в 120 странах.
В списке крупнейших компаний США Fortune 500 за 2022 год заняла 170-е место.

## История
Baker Hughes в сегодняшнем виде образовалась в результате слияния ряда сервисных компаний, старейшие из них, Hughes Tool Company и Baker Oil Tools, были основаны в начале XX века. За время существования в Baker Hughes влились такие компании как Brown Oil Tools, CTC, EDECO, Elder Oil Tools; Milchem and Newpark, EXLOG, Eastman Christensen and Drilex, Teleco, Tri-State and Wilson, Aquaness, Chemlink and Petrolite, Western Atlas, BJ Services, Panametrics.

### История The Hughes Tool Company
The Hughes Tool Company была основана Уолтером Бенона Шарпом и Говардом Хьюзом в 1908 году, когда основатели компании разработали шарошечное буровое долото. В 1909 году изобретатели получили патент на своё изобретение и том же году в Хьюстоне основали Sharp-Hughes Tool Company. После кончины Уолтера Шарпа в 1912 году, его долю приобрёл Хьюз и в 1915 году переименовал компанию в Hughes Tool Company. После его смерти в 1924 году компанию возглавил Говард Хьюз младший и оставался её единоличным владельцем до 1972 года, когда Hughes Tool стала публичной компанией. Если до этого времени Hughes Tool доминировала на рынке наконечников для бурильных установок, то с 1970-х годов начала разрастаться в смежные отрасли за счёт поглощений, в частности в 1978 году была куплена Brown Oil Tools.

### История Baker International
Baker International была основана в Калифорнии Бейкером, который разработал насадку на обсадную колонну, обеспечивающую бесперебойной поток нефти. В июле 1907 году предприниматель запатентовал своё изобретение и создал Baker Casing Shoe Company для получения роялти со своего патента. В конце 1920-х годов он решил сам заняться производством оборудования и в 1928 году основал ещё одну компанию — Baker Oil Tools, Inc. Основатель компании скончался в 1956 году, и в 1961 году компания также стала публичной. Вырученные от размещения акций средства были направлены на поглощение других компаний и расширение географии деятельности в такие страны, как Перу, Нигерия, Ливия, Иран и Австралия. В 1976 году название компании было изменено на Baker International Corporation.

### Объединение компаний
Падение цены на нефть в середине 1980-х годов существенно ухудшило финансовое положение обеих компаний. Для сокращения расходов в 1987 году компании Baker International и Hughes Tool Company объединились в Baker Hughes. Штаб-квартира разместилась в Хьюстоне, где базировалась Hughes Tool, но ключевые посты заняли представители Baker; было сокращено 6000 сотрудников и закрыто несколько заводов. В 1990 году за 550 млн долларов был куплен производитель бурильного оборудования Eastman Christensen Company. Всего за 1990-е годы Baker Hughes совершила более 30 покупок и продаж различных компаний, крупнейшим приобретением стала Western Atlas Inc. в 1998 году за 3,3 млрд долларов (компания в сфере геофизических исследований). Очередной кризис в отрасли в 1998 году, однако, привёл к сокращению 10 тыс. сотрудников (около четверти персонала).

### Слияние с «Дженерал электрик»
В конце октября 2016 года, Baker Hughes Incorporated и нефтесервисное подразделение General Electric (GE Oil and Gas) вступили в переговоры о возможном слиянии компаний. Сделка стоимостью 30 млрд долларов была одобрена европейскими регуляторами в мае 2017 года, а Министерством юстиции Соединённых Штатов — в июне того же года. По условиям сделки северо-американское наземное насосное подразделение было отделено в самостоятельную компанию BJ Services, она позже была объединена с ALLIED Services и ALTCEM.
С июля 2017 года компания стала называться Baker Hughes, a GE company (BHGE), 62,5 % акций в ней принадлежало General Electric.
В 2019 году GE объявила о намерении продать в течение трёх лет свою долю, и 17 октября 2019 года название компании стало Baker Hughes Company, а с 18 октября 2019 года её акции начали торговаться на Нью-Йоркской фондовой бирже. В 2021 году листинг акций был перенесен на биржу Nasdaq.
В марте 2022 года компания отказалась от дальнейших инвестиций в российский рынок из-за санкций против России.

## Собственники и руководство
На конец 2021 года крупнейшим акционером оставалась GE — 11,4 %.
Лоренцо Симонелли (Lorenzo Simonelli, род. в 1973 году) — председатель совета директоров, президент и главный исполнительный директор с 2017 года; с 2013 по 2017 год возглавлял GE Oil and Gas, в General Electric с 1994 года.

## Деятельность
Основные подразделения по состоянию на 2021 год:
- Oilfield Services — оборудование и услуги по обеспечению добычи нефти и газа, включая геологоразведку, бурение, оценку запасов, оформление скважин; выручка 9,54 млрд долларов.
- Oilfield Equipment — оборудование для добычи нефти и газа, включая вышки, платформы, трубопроводы, контрольное и предохранительное оборудование; выручка 2,49 млрд долларов.
- Turbomachinery & Process Solutions — двигатели, компрессоры, электрогенераторы и другое оборудование для добычи, транспортировки и переработки нефти и газа; выручка 6,42 млрд долларов.
- Digital Solutions — контрольное и измерительное оборудование и программное обеспечение; выручка 2,06 млрд долларов.

Выручка за 2021 год составила 20,5 млрд долларов, из них 4,5 млрд пришлось на США.
|                     | 2010  | 2011  | 2012  | 2013  | 2014  | 2015   | 2016  | 2017   | 2018  | 2019  | 2020   | 2021   |
| ------------------- | ----- | ----- | ----- | ----- | ----- | ------ | ----- | ------ | ----- | ----- | ------ | ------ |
| Оборот              | 14,41 | 19,83 | 21,36 | 22,36 | 24,55 | 16,69  | 13,08 | 17,18  | 22,88 | 23,84 | 20,71  | 20,50  |
| Чистая прибыль      | 0,812 | 1,739 | 1,311 | 1,096 | 1,719 | -0,631 | 0,185 | -0,391 | 0,283 | 0,128 | -9,940 | -0,219 |
| Активы              | 22,99 | 24,85 | 26,69 | 27,93 | 28,83 | 23,13  | 21,47 | 56,50  | 52,44 | 53,37 | 38,01  | 35,31  |
| Собственный капитал | 14,29 | 15,96 | 17,27 | 17,91 | 18,73 | 14,55  | 14,28 | 38,41  | 35,01 | 34,38 | 18,11  | 16,61  |